# علی الصقور
علی زباره الصقور (انگلیسی: Ali Al-Sqoor؛ زادهٔ ۲۴ نوامبر ۱۹۸۶) یک ورزشکار اهل عربستان سعودی است.
از باشگاه‌هایی که در آن بازی کرده‌است می‌توان به باشگاه فوتبال نجران عربستان سعودی، باشگاه فوتبال الاهلی عربستان سعودی، و باشگاه فوتبال التعاون عربستان سعودی اشاره کرد.